# Malacanthura arabica
Malacanthura arabica är en kräftdjursart som beskrevs av Brian Frederick Kensley och Marilyn Schotte 2000. Malacanthura arabica ingår i släktet Malacanthura och familjen Anthuridae. Inga underarter finns listade i Catalogue of Life.